# التويلري (مترو باريس)
التويلري (بالفرنسية: Tuileries)‏ هي محطة مترو تابعة لمترو باريس تقع في فرنسا في الدائرة الأولى في باريس.[بحاجة لمصدر]